# Estadio El Teniente
Estadio El Teniente (dawniej Estadio Braden Copper Co. lub Estadio Braden) – wielofunkcyjny stadion w mieście Rancagua w Chile. Arena została zbudowana w 1945 roku i może pomieścić ok. 25 tys. widzów.

## Historia
Estadio El Teniente zbudowano w latach 1945-1947 jako stadion sportowy amerykańskiej spółki wydobywczej Braden Copper. Początkowo nosił nazwę Estadio Braden Copper i należał do klubu piłkarskiego Braden. Grający obecnie na stadionie CD O’Higgins powstał 7 kwietnia 1955 roku.
Podczas Mistrzostw Świata 1962 zostało rozegrane na nim 7 meczów (6 grupowych i 1 ćwierćfinał), mimo iż początkowo Rancagua nie była miastem gospodarzem. Została nim po trzęsieniu ziemi w 1960 roku, które zniszczyło stadiony w innych miastach Chile. Pomimo remontu za 200 mln pesos był to najskromniejszy stadion mistrzostw.
Pod koniec lat sześćdziesiątych gdy spółka Braden Copper Company została znacjonalizowana, a stadion przeszedł na własność państwa. Zmieniono wtedy nazwę stadionu na Estadio El Teniente.
W 1995 roku po pożarze jednej z trybun zmieniono jej konstrukcję na żelbetonową, podczas gdy pozostałe aż do remontu w latach 2013-14 miały konstrukcję drewniano-stalową. Remont był częścią planu "Chilestadios" modernizacji stadionów realizowanego przez chilijski rząd. Objął on przebudowę 7 najważniejszych stadionów Chile. Podczas Copa America w 2015 roku na stadionie rozegrano dwie rundy meczów grupowych.